# Behr Bircher Cellpack BBC
Die Behr Bircher Cellpack BBC AG (Gruppenauftritt auch BBC Group) mit Sitz in Villmergen ist ein international tätiger Schweizer Industrie-Mischkonzern. Die Unternehmensgruppe ist über ihre operativen Tochtergesellschaften in den Gebieten Sensorik, Verpackungstechnik, Kunststofftechnik, Engineering und Steuerungstechnik sowie Kabelzubehör für Energieverbindungssysteme und Steuerungsanlagen für die Stromverteilung tätig.
Die Unternehmensgruppe beschäftigt insgesamt 1'274 Mitarbeiter und erwirtschaftete 2008 einen Umsatz von 330 Millionen Schweizer Franken. Die Behr Bircher Cellpack BBC AG befindet sich über die Behr Deflandre & Snozzi BDS AG im Besitz des Schweizer Unternehmers Giorgio Behr.

## Tätigkeitsgebiet
Behr Bircher Cellpack BBC gliedert sich in sieben Geschäftsbereiche und verfügt über Produktions- und Vertriebsgesellschaften in Europa, Asien und Südamerika.
- BBC Cellpack Electrical Products produziert Kabelgarnituren zur Stromverteilung für die Nieder- und Mittelspannung.
- Kerngebiet von BBC Cellpack Power Systems ist die Energieverteiltechnik im Bereich Nieder- und Mittelspannung. Produziert werden unter anderem Transformatorenstationen, Mittelspannungsanlagen, Niederspannungsverteilanlagen und Kabelverteilkabinen.
- BBC Cellpack Technology Herstellung und Montage von Präzisionsteilen, Baugruppen und Produkten nach Zeichnung und Spezifikation sowie Handel mit  Kunststoffen und  bietet Dienstleistungen für Medizinischen Geräte: basis-validierte Reinigung sowie sterile Verpackung im Reinraum.
- BBC Cellpack Packaging befasst sich mit Verpackungstechnik und ist auf die Herstellung von Kunststofffolien, Lebensmittelverpackungen und Kunststoffbeutel spezialisiert.
- BBC Bircher Smart Access deckt den Sensorikbereich ab und produziert Schalter auf Berührung oder Bewegung für verschiedene Anwendungsbereiche.
- BBC Bircher Automation befasst sich mit der industriellen Steuerungstechnik und stellt Steuerungssysteme sowie  Steuerungen für Maschinen und Anlagen her.

## Geschichte
Die Schaffung der heutigen Unternehmensgruppe erfolgte in zwei Schritten und nahm ihren Anfang 1991, als Giorgio Behr beauftragt wurde, den in Beringen ansässigen Apparatebauer Bircher zu sanieren. Behr hatte sich in den 1980er Jahren auf das Sanieren und Restrukturieren von Unternehmen spezialisiert und sich 1984 mit der Gründung einem eigenen Beratungsunternehmen selbständig gemacht. Als sich für Bircher kein Käufer finden liess, übernahm Behr zusammen mit Anton Bucher-Bechtler und dem Management das vom Konkurs bedrohte Unternehmen. 2001 erwarb Behr eine Mehrheitsbeteiligung an der 1935 gegründeten und in Villmergen ansässigen Cellpack-Gruppe und gliederte sie 2003 zusammen mit der Bircher-Gruppe in den neu gebildeten Konzern Behr Bircher Cellpack BBC ein.
Ab 2008 lancierte Behr Bircher Cellpack BBC mehrere Übernahmeofferten, stiess dabei aber teils auf heftige Ablehnung seitens der anvisierten Unternehmen. Während die Übernahme der Groupe Baumgartner Holding, an der Behr Bircher Cellpack BBC seit Juni 2008 mehr als 90 Prozent hält, trotz deren ablehnender Haltung noch gelang, scheiterten die Übernahmeversuche von sia Abrasives und Quadrant.